# Mölle
Mölle é um assentamento da Suécia, localizado na península de Kulle.